# براندازی
براندازی؛ (به انگلیسی: Subversion) به تلاش برای تبدیل نظام اجتماعی حاکم و ساختارهای قدرت، قانون، و سلسله‌مراتب آن اشاره دارد. براندازی ، فرایند یا پردازشی است که به وسیلهٔ آن ارزش‌ها و اصول نظام حاکم را به تناقض رسانده یا به عقب بازمی‌گرداند. به صورت مشخص، می‌توان براندازای را این طور تعریف کرد، یک حمله به انگیزه عمومی و، خواست مقاومت و دخالت که محصول مرکبی از وفاداری‌های سیاسی، اجتماعی یا طبقاتی که معمولاً خود را به نشانه‌های ملی می‌چسباند. پس از نفوذ، و به موازات ناکارآمد کردن موسسات سیاسی و اجتماعی دولتی با استفاده از زور، امکان جداشدن این وفاداری‌ها و انتقال آن‌ها به اهداف سیاسی و فکری غاصب وجود دارد. براندازی به عنوان ابزاری برای به‌دست آوردن اهداف سیاسی استفاده می‌شود، چرا که خطر، هزینه، و مشکلات کمتری نسبت به تخاصم بازدارد. به‌علاوه، صورت ارزانی از نوعی جنگ است که نیاز به آموزش زیادی ندارد. یک برانداز ، فرد یا چیزی است که به صورت بالقوه تا حدی حامل براندازی است. در همین مقوله، در برخی از موارد یک برانداز (معمولاً توسط دولت حاکم) خائن نامیده می‌شود.
در مواردی براندازی یکی از اهداف کمدینها در عرصه این نوع از طنز است. در این مواقع، به صورت عمومی برانداز بودن می‌تواند به معنی سؤال کردن، مسخره‌کردن، و تضعیف نظم حاکم باشد. لقب برانداز برای کار یک کمدین به همان اندازه که تبلیغ است می‌تواند اتهام نیز باشد. برای بازیگران کمدی، طعنه‌زدن یکی از نافذترین صورت‌های براندازی است، و آن می‌تواند در اشکالی در نمایش، فیلم، کتب، و حتی اعتراض سیاسی بیان شود.
در حالت معمول گروه‌های مبارز یا گروه‌های تروریست براندازی را به عنوان ابزاری برای رسیدن به اهدافشان به خدمت نمی‌گیرند. راهبرد براندازی نیاز فراوانی به نیروی انسانی دارد و بسیاری از گروه‌های مبارز ارتباطات اجتماعی، سیاسی و نیروی انسانی کمی برای اجرای فعالیت‌های براندازانه دارند. هرچند فعالیت‌های گروه‌های مبارز ممکن است یک تأثیر براندازانه بر اجتماع داشته باشد. براندازی می‌تواند توطئه، تقلب، مفاسد مالی، یا روش‌های خشونت را القاء، کند تا تغییرات مورد نظر را اعمال نماید.
براندازی در تقابل با اعتراض، کودتا، یا کارهای با روش‌های سنتی برای ایجاد تغییر در دستگاه سیاسی است.

## انواع
- براندازی سخت
- براندازی نرم: امروز در قرن بیست و یک؛ جنگ ما، جنگ گفتمان هاست. گفتمان (که در قرن بیستم از آن ایدئولوژی یاد می‌شده است). «گفتمان براندازی» یکی از انواع براندازی نرم است.

## ابزارها و روش‌ها
اعمال براندازانه به صورت عمومی می‌تواند به سه دسته مرتبط با یکدیگر تقسیم گردد:
- تأسیس گروه‌های صوری و رسوخ و تحریف احزاب سیاسی موجود.
- نفوذ به داخل نیروهای مسلح، انتظامی، و دیگر موسسات دولتی، به‌علاوه سازمان‌های مردم‌نهاد (سمن) مهم و غیردولتی.
- ایجاد ناآرامی اجتماعی از طریق تظاهرات‌ها، اعتصابات، و تحریم.[۸]

عناصر دیگری نیز وجود دارند که برای مخالفان برانداز مؤثر هستند، اما در این سه دسته نمی‌گنجند. به‌علاوه، باید بخاطر داشت که ابزارهای زیادی در دسته‌بندی‌های مذکور می‌توانند باهم همپوشانی داشته باشند. به عنوان مثال، ممکن است براندازان به یک سازمانی برای براندازی فرهنگی نفوذ کنند بیش از آنکه قصد به‌دست گرفتن کنترل آن سازمان را داشته باشند. به منظور تحریک دولت به پاسخ خشونت‌آمیز، ممکن است از ناآرامی اجتماعی استفاده گردد.

### نفوذ و تأسیس گروه‌های صوری
برای اینکه یک گروه در براندازی یک دولت موفق شود، می‌بایست افکار، تصورات، و خود آن گروه به عنوان گزینه جایگزین وضعیت جاری مقبولیت داشته باشد. هرچند، در بسیاری از مواقع گروه‌هایی که در جهت براندازی یک دولت مشروع و مستقر اقدام می‌کنند، اهدافی را تبلیغ و سیاست‌هایی را دنبال می‌کنند که پشتیبانی مردمی را در پی ندارند؛ بنابراین، به‌منظور کسب اعتبار اجتماعی، جذب حامی، درآمد مالی، و به‌دست آوردن منابع دیگر، گروه‌ها نیازمند نوعی از فعالیت‌های سیاسی هستند که کاملاً یا ظاهراً از فعالیت‌های آشکار خشونت‌امیزشان جدا باشد. گاهی این هدف از طریق نفوذ در احزاب سیاسی، اتحادیه‌های کارگری، گروه‌های اجتماعی، و سازمان‌های خیریه به‌دست می‌آید. نفوذ در سازمان‌ها یک ابزار مهم است چراکه در نگاه عموم مردم این موسسات از قبل مشروع هستند و سکویی برای تبیین تصورات و افکارشان به‌شمار می‌آیند. یک مبارز پس از نفوذ، نیازها و مشکلات آن سازمان را تشخیص داده و سپس راه حلهایی را که از اعتقادات و ایدئولوژی گروه خود منتج شده برای آن نیازها تبیین و به یکدیگر مرتبط می‌سازد. این فنی است که حزب مشارکت (کومونیست) آمریکا بکار گرفت. وقتی که آن ساختار و فرایندهای آن سازمان منحرف شد، فرد نفوذی به ارتباط‌گیری با دیگر گروه‌ها می‌پردازد. همچنین، این گروه‌ها از طریق نفوذ در سازمان‌های مشروع، نه تنها برای افکار خود مشروعیت کسب می‌کنند، بلکه می‌توانند به «تقویت متحدان سیاسی، حمله به سیاست‌های دولت، و جذب حامیان و پشتیبانان خارجی» بپردازند. اگر نفوذ در برخی از سازمان‌ها زیادی سخت و مشکل بود، ممکن است آن‌ها سازمان‌های جدیدی تأسیس کنند که ظاهری مستقل اما در واقعیت اهداف آن گروه برانداز را اجرا می‌کند.

### اقتصاد
اقتصاد می‌تواند به عنوان وسیله‌ای برای براندازی داخلی و خارجی مورد استفاده قرار گیرد. برای براندازی خارجی، به سادگی با مسدود کردن اعتبار کشور دشمن می‌توان مشکلات شدید اقتصادی برای آن به وجود آورد. یک نمونه از آن ارتباطات امریکا با شیلی در دهه ۱۳۵۰ ه‍.ش است. در یک توطئه برای تغییر دولت سالوادور آلنده، آمریکا تلاش کرد تا اقتصاد شیلی را تضعیف کند. در اثر کاهش سرمایه‌گذاری خارجی و از دست دادن اعتبار مالی در شیلی، این کشور ناتوان در واردات مایحتاج حیاتی مردمش شد. یک فشار اقتصادی اینچنینی به کشور کوچک و ضعیفی باعث جلوگیری از کارایی اقتصاد وابسته شده و در نتیجه کاهش شدید سطح زندگی شهروندان را در پی دارد. اگر تضعیف اقتصادی بسیار شدید باشد، مردم کشور هدف ممکن است مجبور به پشتیبانی از تغییر در دولت شوند. هدف اصلی از فشار اقتصادی، تحمیل مشکلات به کشور هدف است تا از انجام تعهدات ابتدایی در مقابل شهروندانش بازبماند، چه از طریق کاهش و رکود در تجارت یا محروم کردن آن از منابع. تحریمهای اقتصادی علیه ایران در دو دوره به‌طور مشخص اعمال شده است: نخست تحریم‌های انگلیس و متحدانش و شورای امنیت سازمان ملل پس از ملی کردن صنعت نفت در دوران نخست‌وزیری محمد مصدق بود که با سیاست معروف اقتصاد بدون نفت خنثی گردید و دیگری تحریم‌های آمریکا و متحدانش و شورای امنیت سازمان ملل بعد از انقلاب اسلامی ایران در سال ۱۳۵۷ ه‍.ش که همچنان با عناوین متفاوت ادامه دارد و سیاست‌هایی با عنوان اقتصاد مقاومتی برای اجرا اعلام گردیده است.
اعتصاب‌ها وسیله‌ای برای اعمال فشار اقتصادی بر دولت هدف، حربه‌ای در دست براندازان داخلی است. به عنوان مثال در دهه ۱۳۵۰ ه‍.ش اعتصاب بخش حمل‌ونقل جاده‌ای در شیلی باعث اخلال در جابجایی قوت غالب جامعه شد که به تبع آن نزدیک به ۵۰٪ اقتصاد این کشور از گردش تولید خارج شد. در ایران اعتصاب کارکنان شرکت ملی نفت در سال ۱۳۵۷ ه‍.ش ضربه‌ای به نظام سلطنتی محمدرضا پهلوی بود. با گسترش و همه‌گیر شدن اعتصاب در صنعت نفت، موج اعتصاب کارخانجات دولتی و بخش خصوصی، همراه با تظاهرات در تهران و سراسر شهرهای ایران، به تدریج از درخواست‌های سیاسی و رفاهی، به مخالفت با نظام سلطنت کشیده شد. در اثر این اعتصاب، صدور نفت ایران به خارج قطع شد. توقف صادرات نفت ایران به جهان، قطع منبع اصلی درآمد حکومت را موجب شد و مردم نیز تا پیروزی انقلاب در بهمن ۱۳۵۷ با وجود مشکلات ناشی از کمبود نفت، از این اعتصاب‌ها حمایت کردند.
اقدامات اینچنینی باعث ساخت مشکلات انسانی، اقتصادی، و سیاسی شده که اگر در مقابلشان چاره اندیشی و اقدام نگردد می‌تواند شایستگی دولت در اداره امور را به چالش بکشد. فساد مالی هم از جمله همین مسائل است. سازمان شفافیت بین‌الملل در گزارش سال ۲۰۱۸ خود ایران را از نظر گسترش فساد مالی در جایگاه ۱۳۸ در میان ۱۸۰ کشور قرار داد؛ که بدترین رتبه ایران در سال‌های اخیر است.

### هیجان، ناآرامی اجتماعی و آشوب
بنا به تعریف لاورنس بیلنسن (به انگلیسی:Laurence Beilenson)، هیجان، «تبلیغات سیاسی براندازانه به‌وسیلهٔ اقداماتی مانند تظاهرات گسترده یا اعتصابات سیاسی است، که این اعتصابات قصد کسب منافع برای اتحادیه‌ها یا کارگران را ندارد، بلکه هدفش علیه دولت است». به‌علاوه، تبلیغات سیاسی و هیجان، حتی در حالتی که شکل قانونی آزادی بیان، مطبوعات، و تجمعات هستند هنوز می‌توانند به عنوان فعالیت براندازنه طبقه‌بندی گردند.
ناآرامی اجتماعی و آشوب به همان اندازه که یک جمعیت تروریستی می‌تواند برای یک کشور مشکلاتی به وجود بیاورد، معضلات ایجاد می‌کند. اولا آن یک رودررویی با دولت مستقر است، که اگر آن دولت در آرام کردن اوضاع ناتوان باشد می‌تواند به فرسایش قدرت کشور بینجامد. این از دست دادن قدرت ریشه در از دست دادن اعتماد مردم به توان دولت برای اعمال قانون و برقراری نظم دارد. در مقابل، مردم شروع به این پرسش می‌کنند که آیا نیاز به مدیریت جدیدی وجود دارد؟ اهداف این فعالیت‌ها بی‌اعتبار کردن، خلع‌سلاح کردن، و بی‌انگیزه کردن دولت و از بین بردن قدرت دولت و به صورت عمومی قدرت کشور است. از آنجاییکه این چالش باعث افزایش هزینه‌های برقراری نظم و امنیت و به‌کارگیری نیروهای بیشتر پلیس و نیروهای انتظامی می‌گردد، آشوب‌های اجتماعی عامل تهی شدن منابع کشور می‌گردد. ضمناً، ممکن است طراحان براندازی از ناآرامی اجتماعی برای تحریک دولت به نشان دادن یک عکس‌العمل یا پاسخ استفاده کنند. در دهه ۴۰ م در فرانسه کمونیستها (به انگلیسی: Communists) در زمان اعتصابات علیه طرح مارشال، "با قصد قبلی اقدام به تحریک پلیس و ژاندارمری برای گرفتن پاسخ خشونت‌آمیز و سرکوب کردند تا از نام و تعداد "شهدای جنبش" به هدف به‌کارگیری در تبلیغات سیاسی سوءاستفاده کنند". این شهداء و تبلیغات سیاسی پس از آن می‌تواند به منظور در مقابل یکدیگر قراردادن گروه‌های اجتماعی با گروه‌های سیاسی مورد استفاده قرار گیرد. صورت‌های کمتر خشونت‌آمیز ناآرامیها، مانند غیبت‌های کارکنان، مقاومت منفعل، تحریمها، و تلاش‌های عمدی برای فلج کردن ادارات و نمایندگی‌های دولتی به وسیلهٔ پر کردن فضای اجتماعی و دستگاه‌ها با گزارش‌های دروغ، می‌تواند تأثیرات قوی در جهت ناکارآمد کردن اقتصاد و سیاست داشته باشند.

### تعرض و دهشت‌افکنی
تعرض و دهشت‌افکنی می‌تواند با عناوین مجرمانه‌ای مانند کشتن مردم، تخریب اموال، آدم‌ربایی، و غیره تعریف شود. تعرض و دهشت‌افکنی معمولاً قسمت کوچکی از یک براندازی است و، اصولاً برای استفاده از زور در انتقال قدرت بکار نمی‌رود، بلکه هدفش ایجاد وحشت در مردم و حاکمان به منظور تسلیم شدن مورد استفاده قرار می‌گیرد. هدف از نمایش زور در این روش، تقویت اشکال دیگر براندازی یا ترغیب و اجبار مردم یا رهبران دولت به پذیرش براندازی است. این وسیله هم همانند روش «هیجان، ناآرامی اجتماعی و آشوب» این سؤال را به اذهان عمومی القاء می‌کند که آیا دولت مستقر می‌تواند امنیت مردم و کشور را تأمین کند. ضمناً، دهشت‌افکنی انگیزه عملی برای حذف فیزیکی مخالفان سیاسی را ایجاد می‌کند. قتل یک مدیر در یک سازمان ممکن است موقعیتی ایجاد کند تا مدیر جدیدی که رفتار دوستانه‌تری با مواضع براندازان دارد جانشین مدیر مقتول گردد یا فرد براندازی که قبلاً در آن سازمان نفوذ کرده جای خالی مدیر پیشین را پر کند.

### رشوه
رشوه یکی از شایع‌ترین ابزار براندازی است. در بیشتر جوامع به رشوه به عنوان صورتی از فساد نگریسته می‌شود و آن به عنوان وسیله براندازی استفاده می‌شود زیرا آن، ″القاءکننده تضعیف قوانین و مقررات سیاسی و اخلاقی است″. آن می‌تواند وسیله خیلی قابل اتکایی نباشد. مقامات رسمی رشوه‌خوار فقط زمانی که اقدام به عمل کنند قابل استفاده هستند. هرچند اگر اقدامات خاص در طول یک زمان مشخص عملی شوند، شک عامه مردم را در پی خواهد داشت. آن مقام رسمی باید بتواند اعمالش را مخفی نماید یا تنها افعال کلیدی را انجام دهد. به همین دلیل وقتی از مقامات رشوه‌خوار خواسته شود اقدامات سریع و بدون فوت وقت انجام دهند بیشترین تأثیر را در براندازی دارند. در پرونده‌های براندازی خارجی، معمولاً رشوه به عنوان وسیله‌ای برای اعمال نفوذ استفاده می‌شود تا برای اقدام به عمل.

## قوانین

### فعالیتهای براندازانه
فعالیت‌های براندازانه به اهدای کمک، تسهیلات، و پشتیبانی اخلاقی به افراد، گروه‌ها، یا سازمانهایی که مدافع براندازی دولت مستقر با زور و خشونت هستند است. تمامی افعال تعمدی که قصد آسیب‌رسانی به منافع دولت را داشته باشد و در طبقه‌بندی‌های خیانت، فتنه، خرابکاری، یا جاسوسی قرار نگیرد، در سلسله فعالیت‌های براندازانه طبقه‌بندی می‌گردد.

### ایالات متحده آمریکا
فصل ۱۱۵ از سرفصل ۱۸ قرار ایالات متحده (به انگلیسی:18 U.S. Code Chapter 115 - TREASON, SEDITION, AND SUBVERSIVE ACTIVITIES) به خیانت، فتنه، و فعالیت‌های براندازانه در قانون فدرال که تمامی ایالات در این کشور موظف به اجرایش هستند می‌پردازد.
در این قانون آمده است:
- هر فردی دانسته یا با قصد قبلی با حمایت، تشویق، مشاوره، یا آموزش وظیفه، لوازم، مقبولیت، یا چهارچوب به براندازی یا نابود کردن دولت ایالات متحده یا دولت‌های ایالات، فرمانداری‌ها و مناطق یا مالکیت‌های مشابه، یا حاکمان هر زیرمجموعه مشابه، از طریق قدرت یا خشونت، یا به وسیلهٔ هدف قرار دادن هر کارمند دولت‌های مذکور؛ یا
- هر فردی، با قصد براندازی یا تخریب هر دولت مذکوری، چاپ، انتشار، ویرایش، پخش، به گردش درآوردن، فروش، توزیع، و نمایش عمومی، چه به وسیلهٔ محصولات نوشتاری یا چاپی، توصیه، یا آموزش کار، لوازم، مقبولیت، یا الگو به براندازی یا نابود کردن هر دولتی در ایالات متحده به وسیلهٔ زور یا خشونت، یا حتی تلاش برای آن؛ یا
- هر فردی سازماندهی، کمک یا تلاشی برای سازماندهی هر اجتماعی، گروهی، یا تجمعی نماید که در آن آموزش، حمایت، یا تشویق به براندازی یا تخریب هر دولتی به وسیلهٔ زور یا خشونت؛ یا عضو شدن در، یا همزادپنداری با، هر اجتماع، گروه، یا تجمعی، درحالی‌که اهداف مذکور را بداند

باید تحت این عنوان جریمه شود یا تا بیست سال زندانی شود، یا هر دو، و نمی‌تواند در استخدام دولت ایالات متحده یا ادارات و سازمان‌های آن برای مدت پنج سال پس از پایان تحمل مجازات قرار داشته باشد.
- اگر دو نفر یا بیشتر برای اجرای جرائم مذکور در این قسمت توطئه کنند، هر یک باید تحت این عنوان جریمه شوند یا تا مدت بیست سال زندانی شوند، یا هر دو مجازات و نمی‌تواند در استخدام دولت ایالات متحده یا ادارات و سازمان‌های آن برای مدت پنج سال پس از پایان تحمل مجازات قرار داشته باشد.[۱۸]

این قانون در موارد بسیاری در ایالات متحده مورد استفاده است معروفترین مورد استفاده که به صورت عمومی شناخته شده است برای تعقیب اعضای حزب کمونیست (زندگی اجتماعی یا communist) خصوصاً بین سال‌های انقلاب ۱۹۱۷ روسیه و ۱۹۹۱ فروپاشی اتحادیه جماهیر شوروی به عنوان برانداز استفاده شده است. کمیته خانه فعالیت‌های غیر-آمریکایی (به انگلیسی: House Un-American Activities Committee) برای تحت تعقیب قرار دادن و تحقیقات جنایی در خصوص اتهامات بی‌وفایی و فعالیت‌های براندازانه توسط شهروندان معمولی، کارمندان دولتی، و سازمانهایی که مشکوک به ارتباط با احزاب کمونیستی هستند در ایالات متحده آمریکا تشکیل شد.

### ایران
فصل نهم از کتاب دوم قانون مجازات اسلامی مصوب ۱۳۹۲ از ماده ۲۸۶ تا ۲۸۸ در جرم بغی به وضعیت افرادی که فعالیت براندازی دارند می‌پردازد:
- ماده ۲۸۶- هرکس به‌طور گسترده، مرتکب جنایت علیه تمامیت جسمانی افراد، جرائم علیه امنیت داخلی یا خارجی کشور، نشر اکاذیب، اخلال در نظام اقتصادی کشور، احراق و تخریب، پخش مواد سمی و میکروبی و خطرناک یا دایر کردن مراکز فساد و فحشا یا معاونت در آنها گردد به گونه‌ای که موجب اخلال شدید در نظم عمومی کشور، ناامنی یا ورود خسارت عمده به تمامیت جسمانی افراد یا اموال عمومی و خصوصی، یا سبب اشاعه فساد یا فحشا در حد وسیع گردد مفسد فی‌الارض محسوب و به اعدام محکوم می‌گردد.
  - تبصره- هرگاه دادگاه از مجموع ادله و شواهد قصد اخلال گسترده در نظم عمومی، ایجاد ناامنی، ایراد خسارت عمده یا اشاعه فساد یا فحشا در حد وسیع یا علم به مؤثر بودن اقدامات انجام شده را احراز نکند و جرم ارتکابی مشمول مجازات قانونی دیگری نباشد، با توجه به میزان نتایج زیانبار جرم، مرتکب به حبس تعزیری درجه پنج یا شش محکوم می‌شود.
- ماده ۲۸۷- گروهی که در برابر اساس نظام جمهوری اسلامی ایران، قیام مسلحانه کند باغی محسوب می‌شود و در صورت استفاده از سلاح، اعضای آن به مجازات اعدام محکوم می‌گردند.
- ماده ۲۸۸- هرگاه اعضای گروه باغی، قبل از درگیری و استفاده از سلاح، دستگیر شوند، چنانچه سازمان و مرکزیت آن وجود داشته باشد به حبس تعزیری درجه سه و درصورتی که سازمان و مرکزیت آن از بین رفته باشد به حبس تعزیری درجه پنج محکوم می‌شوند.